# Hanns Nägle
Hanns Nägle (n. 8 februarie 1902 – d. secolul al XX-lea) a fost un bober ce a reprezentat Germania, medaliat olimpic. A participat la o ediție a Jocurilor Olimpice (1928) în care a câștigat o medalie de bronz.

## Participări
Lista de mai jos prezintă principalele competiții la care a participat Hanns Nägle de-a lungul carierei.
- Olympische Winterspiele 1928/Bob[*]